# Flint Henry
Flint Henry (* 1965) ist ein US-amerikanischer Comiczeichner.
Henry, der sich durch seinen surrealistischen Stil auszeichnet, ist seit Ende der 1980er Jahre als hauptberuflicher Comiczeichner tätig. Er war der Nachfolger von Timothy Truman als Zeichner von Trumans und Autor John Ostranders Comicreihe Grimjack bei First Publishing.
In der Vergangenheit gestaltete Henry vor allem Geschichten, die aufgrund ihrer ungewöhnlichen Inhalte einen unkonventionellen Zeichenstil erfordern, der sich nicht mit einer naturalistischen Abbildung der Realität begnügt, sondern sich expressiver Verzerrungen zur grafischen Charakterisierung bedient: so beispielsweise eine Binnengeschichte, die – in Form einer Traumsequenz einer der Hauptfiguren – in eine Story in Detective Comics # 722 eingelagert war, sowie die im Horrorgenre angesiedelte Miniserie Man-Bat, die Science-Fiction-Klamotte Guy Gardner: Warrior Annual #1 und das humoristische One Shot Bullock’s Law, das in karikaturistisch überzeichneten Bildern die Abenteuer eines chaotischen Polizisten erzählt. Henrys häufigster künstlerischer Partner ist dabei der Autor Chuck Dixon.

## Werke
- Hellbent: The Art Of Flint Henry (2005, ISBN 0865621128)